# En el nombre del rey
En el nombre del rey (del inglés: In the Name of the King: A Dungeon Siege Tale) es una película basada en el videojuego Dungeon Siege, coproducción internacional de Alemania, Canadá y Estados Unidos. Fue estrenada en el Festival Internacional de Cine Fantástico de Bruselas en abril de 2006 y lanzada en cines en noviembre de 2006

## Argumento
Un hombre apodado "El Granjero" (Jason Statham) debe enfrentarse a su verdadero destino y derrotar a Galian (Ray Liotta), quien ha secuestrado a su esposa y asesinado a su hijo.

## Banda sonora
La banda alemana Blind Guardian grabó el tema principal de la película, "Skalds and Shadows". La banda británica Threshold contribuyó con la canción "Pilot in the Sky of Dreams". La banda sueca HammerFall también contribuyó con el tema "The Fire Burns Forever".